# Waldau (Osterfeld)

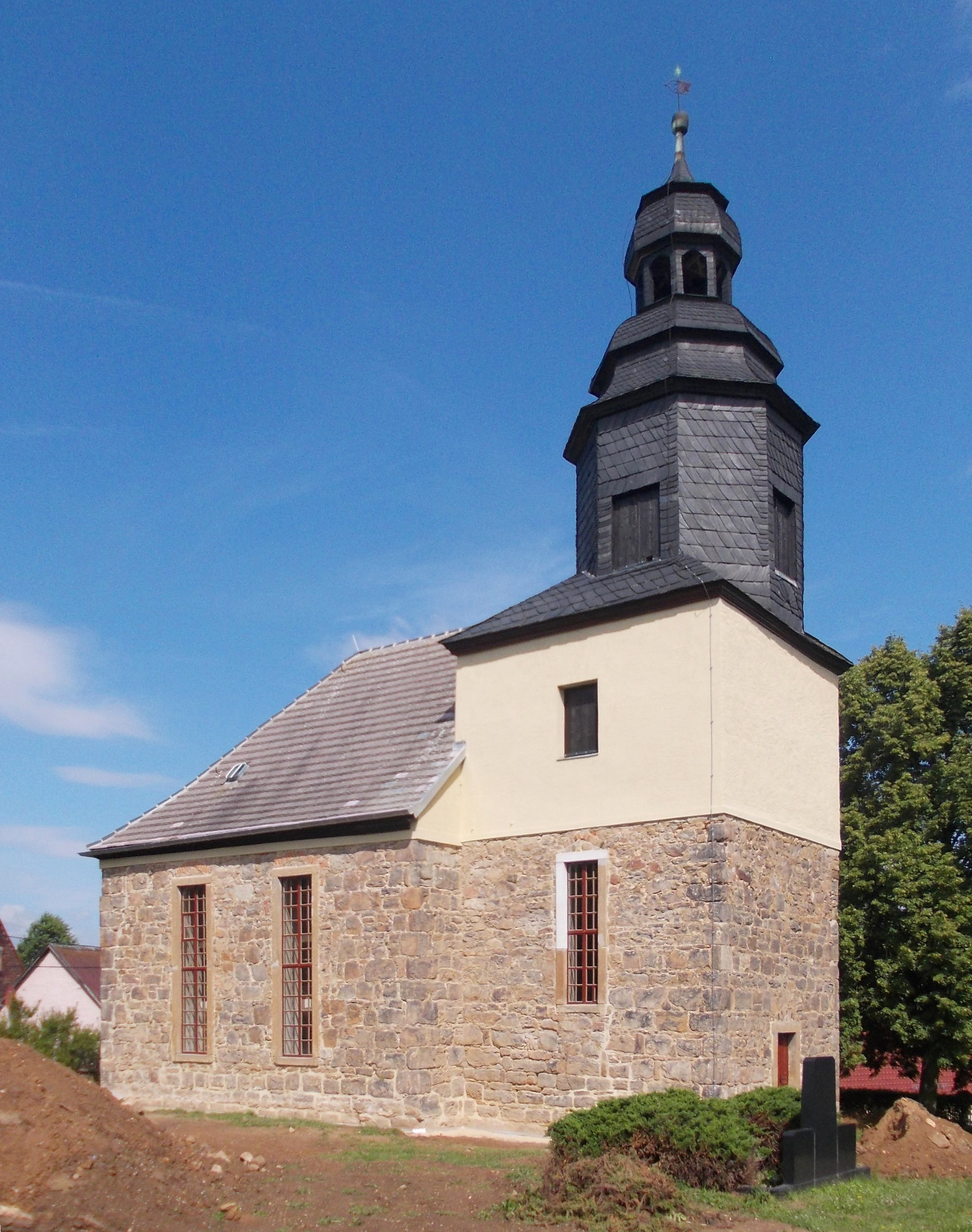
Kirche

Waldau ist ein Ortsteil der Stadt Osterfeld im Burgenlandkreis in Sachsen-Anhalt.

## Geografie
Waldau liegt ca. 13 km südöstlich von Naumburg (Saale) am Steinbach.
Als Ortsteil der ehemaligen Gemeinde war Haardorf ausgewiesen.

## Geschichte

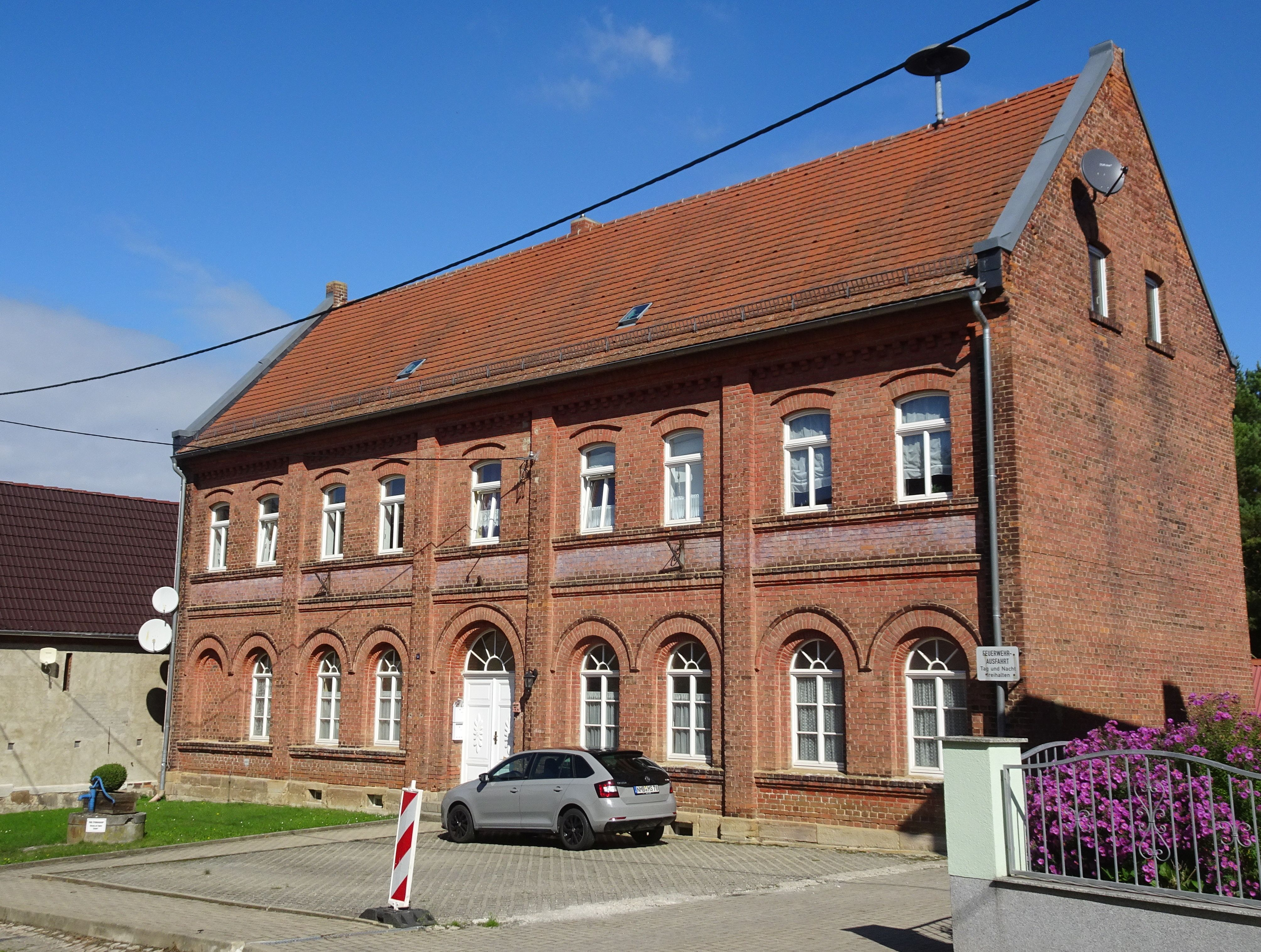
Ehem. Gemeindeamt

Waldau wurde im Jahr 1256 erstmals urkundlich erwähnt.
Am 1. Juli 1950 wurde die Gemeinde Haardorf nach Waldau eingemeindet. Die neuentstandene Gemeinde trug die Kennnummer 082032. Zum Stichtag 1. Januar 1973 lag die Einwohnerzahl bei 739 Personen.
Am 1. Januar 2010 wurde die bis dahin selbstständige Gemeinde Waldau zusammen mit den Gemeinden Heidegrund und Goldschau in die Stadt Osterfeld eingemeindet.

## Kultur und Sehenswürdigkeiten
Die Kirche mit dem barocken Turmaufsatz ist in ihrer jetzigen Gestalt im 18. Jahrhundert erbaut worden.

## Wirtschaft und Infrastruktur

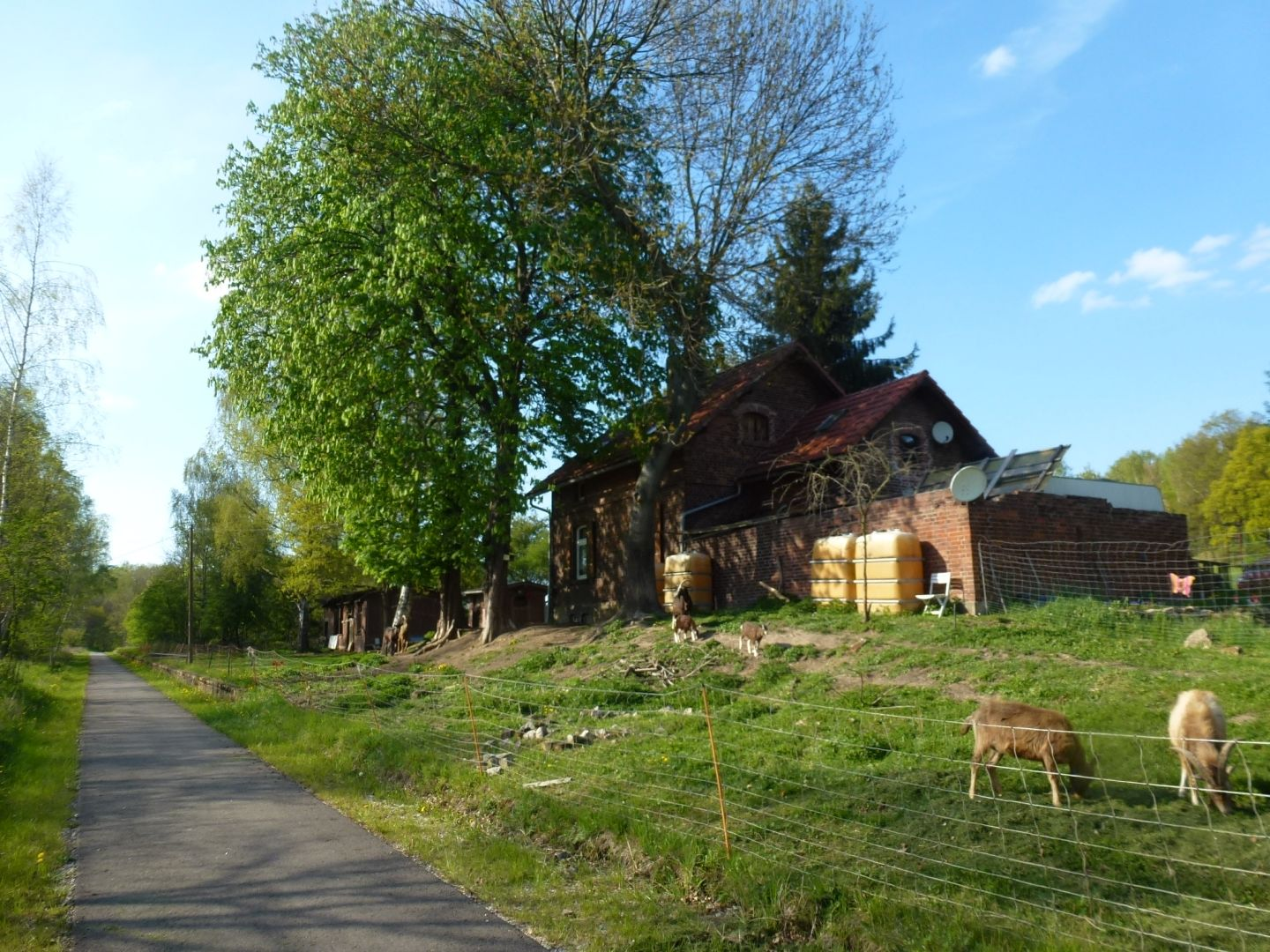
Ehem. Bahnhof

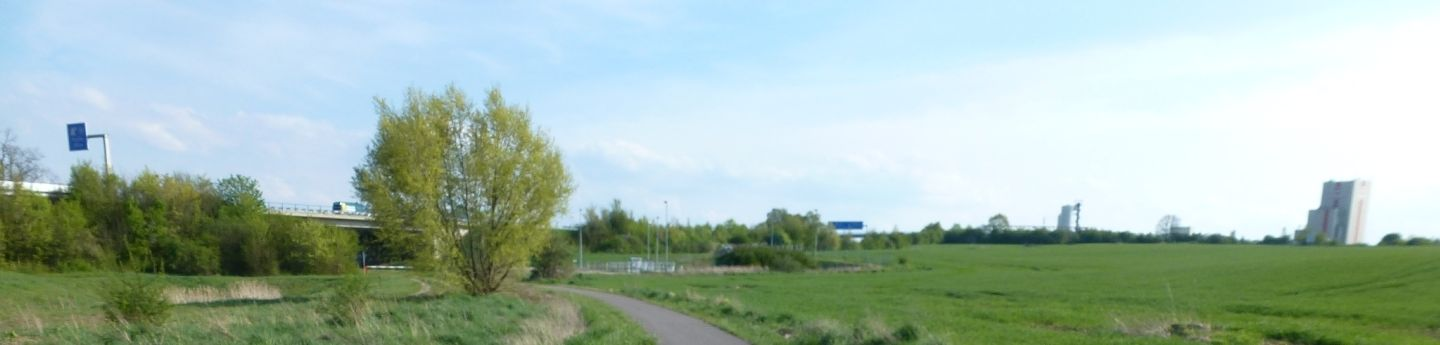
Brücke der A 9 über die ehem. Bahnstrecke Zeitz-Camburg bei Waldau

### Verkehr
Zur Bundesstraße 180, die von Naumburg (Saale) nach Zeitz verläuft und zur Anschlussstelle Osterfeld an der Bundesautobahn 9 nordöstlich der Gemeinde sind es ca. 4 km.
Die Bahnanbindung (Bahnstrecke Zeitz–Camburg) wurde 1998 eingestellt, zwischen Zeitz und Schkölen wurde auf der Trasse ein asphaltierter Radweg angelegt.

### Wirtschaft

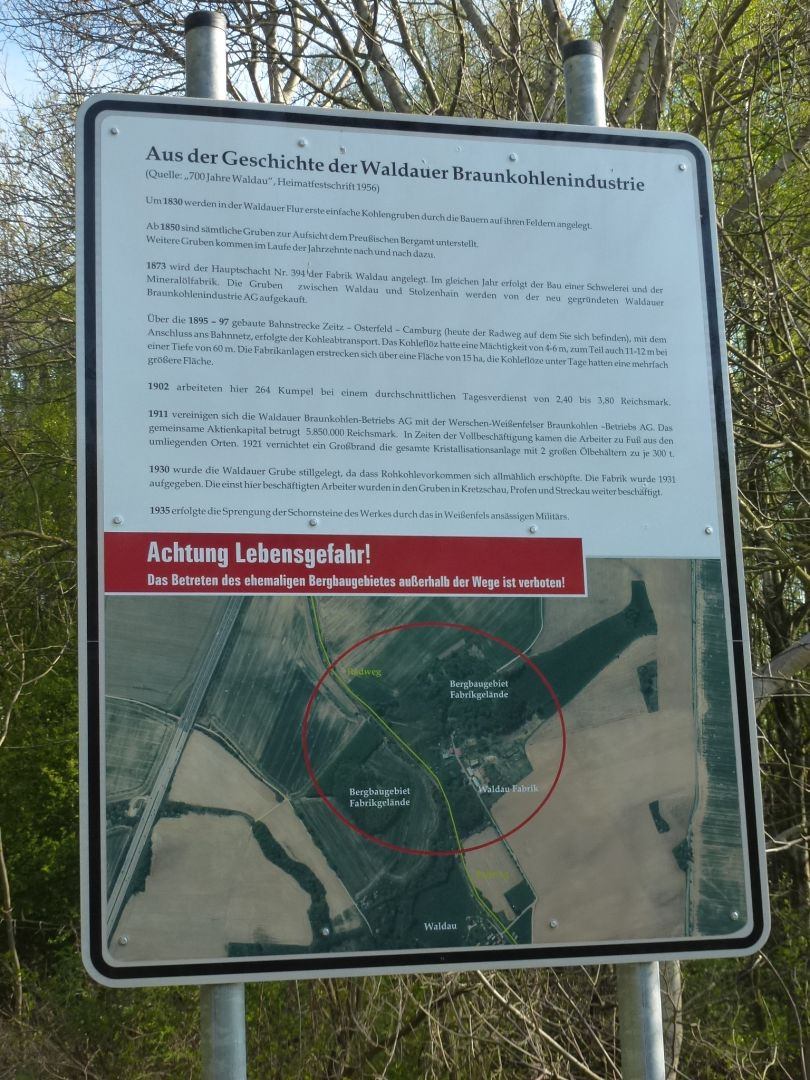
Informationstafel zur Braunkohlenindustrie

Von 1830 bis 1930 wurde bei Waldau Braunkohle gefördert, die ab 1897 mit der Eisenbahn abtransportiert wurde. 1873 wurden eine Schwelerei und eine Mineralölfabrik errichtet.
Am Unteren Steinbach, der durch den Ort fließt, befanden bzw. befinden sich auf Waldauer Flur vier Wassermühlen. Bis 1951 stand am Ortsrand außerdem eine Holländerwindmühle.

## Persönlichkeiten
- Paul Schreck (1892–1948), Politiker, in Haardorf geboren